# Nicolas Coster
Nicolas Dwynn Coster, auch Nicholas Coster, (* 3. Dezember 1934 in London, Vereinigtes Königreich; † 26. Juni 2023 in Florida, Vereinigte Staaten) war ein britischstämmiger US-amerikanischer Schauspieler.

## Leben
Der Sohn einer Neuseeländerin und eines US-Amerikaners kam bereits als kleines Kind in die Heimat seines Vaters und fand, noch keine 20 Jahre alt, in Los Angeles rasch Beschäftigung als Kleindarsteller in Hollywood-Filmen. Noch in den 1950er Jahren begann Coster auch für das Fernsehen zu arbeiten und war seitdem in Hunderten von Episodenrollen zu sehen; gelegentlich wirkte er auch durchgehend in Fernsehserien mit wie beispielsweise in dem Dauerbrenner California Clan. Coster-Typen waren häufig beherrschte, gutsituierte Großstadtmenschen, schmalgesichtige Offizielle und Offiziere, nur selten sympathisch und meist sehr klar und strikt in ihrem Handeln.
Neben seiner intensiven Tätigkeit vor der Kamera fand Coster auch noch Zeit für die Theaterarbeit. Seit März 1958 trat er immer mal wieder in New York City auf und war seitdem in mehreren Broadway-Inszenierungen zu sehen, darunter The Browning Version (1958), The Apollo of Bellac (1958), A Month in the Country (1959), The Thracian Horses (1961), Hamlet (1963), Der Tod eines Handlungsreisenden (1963), The Ninety Day Mistress (1967), Hello and Goodbye (1968), Happy Birthday, Wanda June (1970), Twigs (1971/72), Otherwise Engaged (1977) und Getting Married (1991).
Coster war zeitweilig mit der amerikanischen Schauspielerin Candace Hilligoss (* 1935) verheiratet, die die Mutter von zwei seiner drei Kinder ist.
Er starb am 26. Juni 2023 im Alter von 88 Jahren.

## Filmografie
- 1952: Der Untergang der Titanic (Titanic)
- 1953: Die Wüstenratten (The Desert Rats)
- 1953: Sea of Lost Ships
- 1954: Der eiserne Ritter von Falworth (The Black Shield of Falworth)
- 1954: Brandmal der Rache (The Outcast)
- 1955: Unternehmen Pelikan (The Eternal Sea)
- 1955: City of Shadows
- 1961: Preston & Preston (The Defenders, Fernsehserie, 1 Folge)
- 1963: Light Fantastic
- 1964: My Blood Runs Cold
- 1965: Our Private World (Fernsehserie)
- 1966: Where’s Everett ? (Fernsehfilm)
- 1970: The Sporting Club
- 1970–1989: Another World
- 1972: 1776 – Rebellion und Liebe (1776)
- 1976: Die Unbestechlichen (All the President’s Men)
- 1976: MacArthur – Held des Pazifik (MacArthur)
- 1977: The Court-Martial of George Armstrong Custer (Fernsehfilm)
- 1977: Der große Trick (The Big Fix)
- 1978: Mit Dir in einer großen Stadt (Slow Dancing in the Big City)
- 1978: Ein langer Weg zurück (Long Journey Back) (Fernsehfilm)
- 1978: Feuer aus dem All (A Fire in the Sky) (Fernsehfilm)
- 1978: Airport ’80 – Die Concorde (The Concorde: Airport ‘79)
- 1978: Unsere kleine Farm (Little House on the Prairie, Fernsehserie, 1 Folge)
- 1979: Fürs Vaterland zu sterben (Friendly Fire) (Fernsehfilm)
- 1979: Goldengirl
- 1979: Nur du und ich (Just You and Me Kid)
- 1979: Der elektrische Reiter (The Electric Horseman)
- 1979: Kleine Biester (Little Darlings)
- 1980: Jeder Kopf hat seinen Preis (The Hunter)
- 1980: Zwei wahnsinnig starke Typen (Stir Crazy)
- 1980: Warum sollte ich lügen? (Why Would I Lie?)
- 1980–1981: Sheriff Lobo (The Misadventures of Sheriff Lobo, Fernsehserie, 15 Folgen)
- 1981: Die Jagd (The Pursuit of D. B. Cooper)
- 1981: Reds
- 1982: Hart aber herzlich (Hart to Hart, Folge: Scheidungsmanöver)
- 1982–1988: The Facts of Life (Fernsehserie)
- 1983: Ryan‘s Four (Fernsehserie)
- 1983: Princess Daisy (Fernsehfilm)
- 1984–1993: California Clan (Fernsehserie)
- 1986: Der Callgirl Club (Beverly Hills Madam) (Fernsehfilm)
- 1987: Zwei mal zwei (Big Business)
- 1988: Die Uni meiner Träume (How I Got into College)
- 1989: Die unheimliche Verseuchung des Dark River (Incident at Dark River, Fernsehfilm)
- 1989: Betsy’s Wedding
- 1990: Condition Red (By Dawn’s Early Light, Fernsehfilm)
- 1994: Der Retorten-Killer (Natural Selection, Fernsehfilm)
- 1996: Leinen los für die Liebe (Hearts Adrift, Fernsehfilm)
- 1998: Freedom Strike – Die Achse des Bösen (Freedom Strike)
- 1998: Er liebt mich, er liebt mich nicht (Love Happens)
- 1999: Miss Supreme Queen
- 1999: Blood Type
- 2002: A Day Out With Gordy
- 2007: Plot 7
- 2008: Race
- 2009: Family of Four
- 2010: Midlife
- 2011–2015: The Bay (Fernsehserie)
- 2013: Cold Turkey
- 2014: A Winter Rose
- 2015: The Southside
- 2016: Chemical Cut
- 2016: The Young Pope (Fernsehserie)
- 2020: The Deep Ones
- 2023: The Rookie Feds Folge 19 als Joseph Cicero